# Soliród zielny
Soliród zielny, solirodek zielny (Salicornia europaea L.) – gatunek rośliny w różnych systemach klasyfikacyjnych włączany do rodziny komosowatych lub szarłatowatych. Występuje na solniskach Eurazji oraz w północnej Afryce. W Polsce bardzo rzadki. Rośnie na wybrzeżu i w środkowej części kraju.

## Morfologia

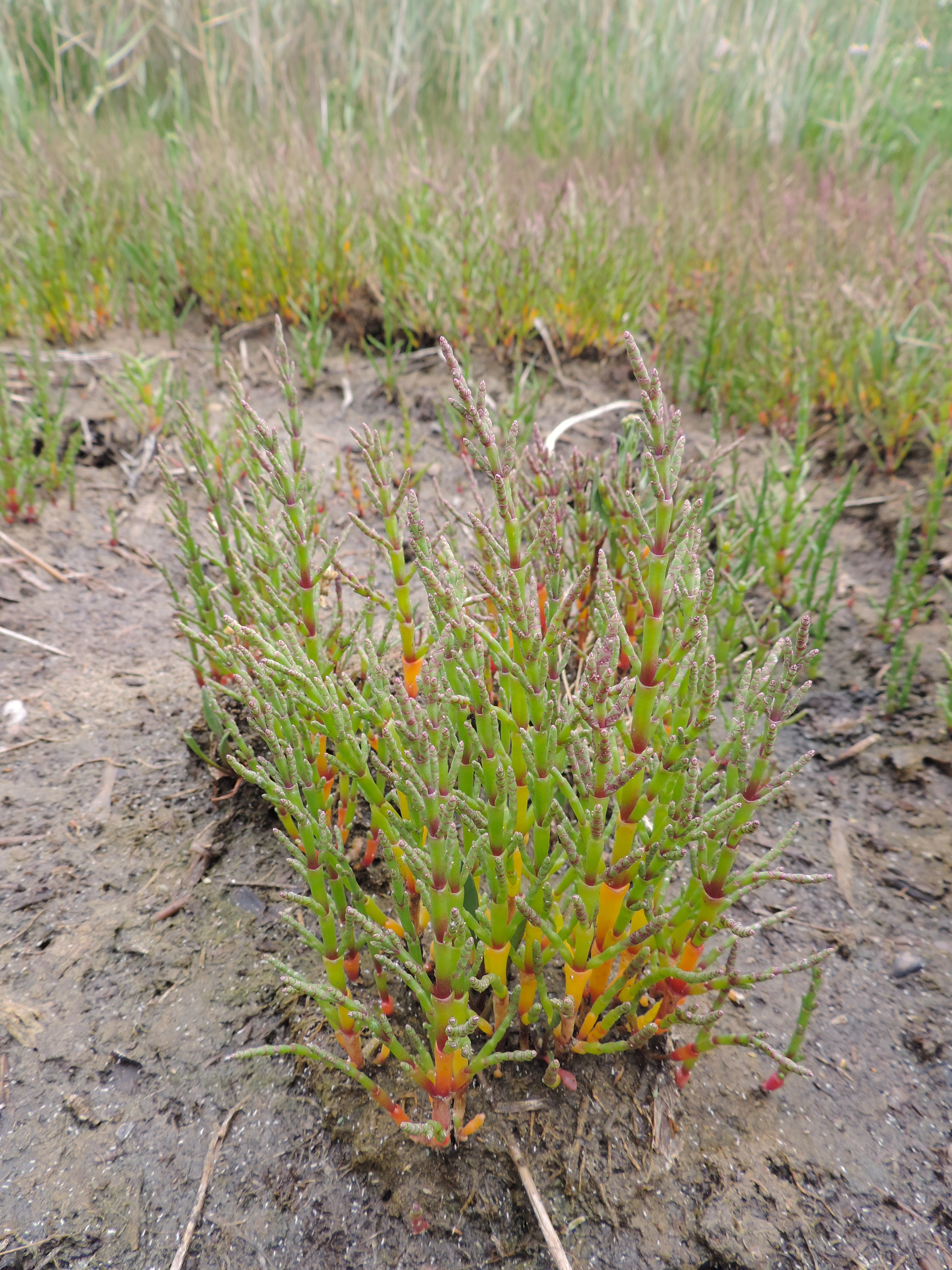
Pokrój

ŁodygaNaga, mięsista, silnie, naprzeciwlegle rozgałęziająca się. Jest członowana i pozornie bezlistna. Ma zgrubiałe w górnej części międzywęźla. Osiąga wysokość 15–30 cm.
LiścieUlistnienie nakrzyżległe. Liście zredukowane do zrośniętych ze sobą pochewek.
KwiatyBez okwiatu, ukryte we wgłębieniach łodygi.

## Biologia i ekologia
Roślina jednoroczna, sukulent. Kwitnie od sierpnia do września. Halofit, rośnie na solniskach śródlądowych oraz na brzegach mórz. W klasyfikacji zbiorowisk roślinnych gatunek charakterystyczny dla Cl. Thero-Salicornietea.

## Zagrożenia i ochrona
Roślina objęta jest w Polsce ścisłą ochroną gatunkową.
Kategorie zagrożenia gatunku:
- Kategoria zagrożenia w Polsce według Czerwonej listy roślin i grzybów Polski (2006)[6]: E (wymierający-krytycznie zagrożony); 2016: EN (zagrożony)[7].